# Un conte d'Afrique
Pour plus de détails, voir Fiche technique et Distribution.
Un conte d'Afrique (アフリカ物語, Afurika monogatari) est un film japonais réalisé par Susumu Hani et Simon Trevor, sorti en 1980.

## Synopsis
Au Kenya, un vieil homme et sa petite-fille hébergent un pilote après le crash de son avion. Le pilote et la jeune femme sont attirés l'un par l'autre, mais la fiancée du pilote arrive sur les lieux de l'accident.

## Fiche technique
- Titre : Un conte d'Afrique
- Titre original : アフリカ物語 (Afurika monogatari)
- Titre anglais : The Green Horizon
- Réalisation : Susumu Hani et Simon Trevor
- Scénario : Shintarô Tsuji
- Photographie : Tsuguzo Matsumae
- Montage : Nobuhiko Hosaka
- Production : Yôichi Matsue
- Production déléguée : Shintarô Tsuji
- Société de production : Sanrio Company
- Société de distribution : Sanrio Company
- Pays d'origine :  Japon
- Langue originale : japonais
- Format : couleur — son Mono
- Genre : drame
- Durée : 120 minutes
- Dates de sortie :  Japon : 19 juillet 1980

## Distribution
- Kathy
- Philip Sayer
- Heekura Simba
- James Stewart : le vieil homme
- Eleonora Vallone

## Autour du film
- James Stewart et sa femme visitaient une réserve au Kenya lorsqu'ils ont rencontré les réalisateurs, qui ont demandé à James Stewart de faire une apparition dans le film avec juste quelques lignes de texte. « Je l'ai fait sur un coup de tête. Je pensais que c'était pour la promotion de la préservation de la faune »[1].